# Karl Wach
Karl Wach (* 7. Januar 1878 in Höchst am Main; † 21. Juni 1952 in Düsseldorf) war ein deutscher Architekt und Hochschullehrer. Er zählte in den 1920er und frühen 1930er Jahren zu den Vertretern des Neuen Bauens in Düsseldorf.

## Leben
Wach studierte an der Technischen Hochschule Hannover Architektur und absolvierte dort 1905 die Diplom-Hauptprüfung. Über seine ersten beruflichen Stationen ist nichts bekannt, spätestens um 1912 kam er nach Düsseldorf.
Wach lehrte an der Kunstakademie Düsseldorf, die 1919 die Architekturabteilung der Kunstgewerbeschule übernommen hatte. Seit spätestens 1919 war er Mitglied im Bund Deutscher Architekten (BDA). In den 1920er Jahren plante er als Ehrenmal für die Gefallenen auf der Lorcher Werth ein Stadion für 100.000 Menschen, verbunden über eine „Heilige Straße“ mit einem steinernen Sarkophag. Von 1928 bis 1946 betrieb er sein privates Architekturbüro in Düsseldorf in Partnerschaft mit dem Architekten Heinrich Rosskotten. Wach stand 1944 in der Gottbegnadeten-Liste des Reichsministeriums für Volksaufklärung und Propaganda.

## Bauten und Entwürfe

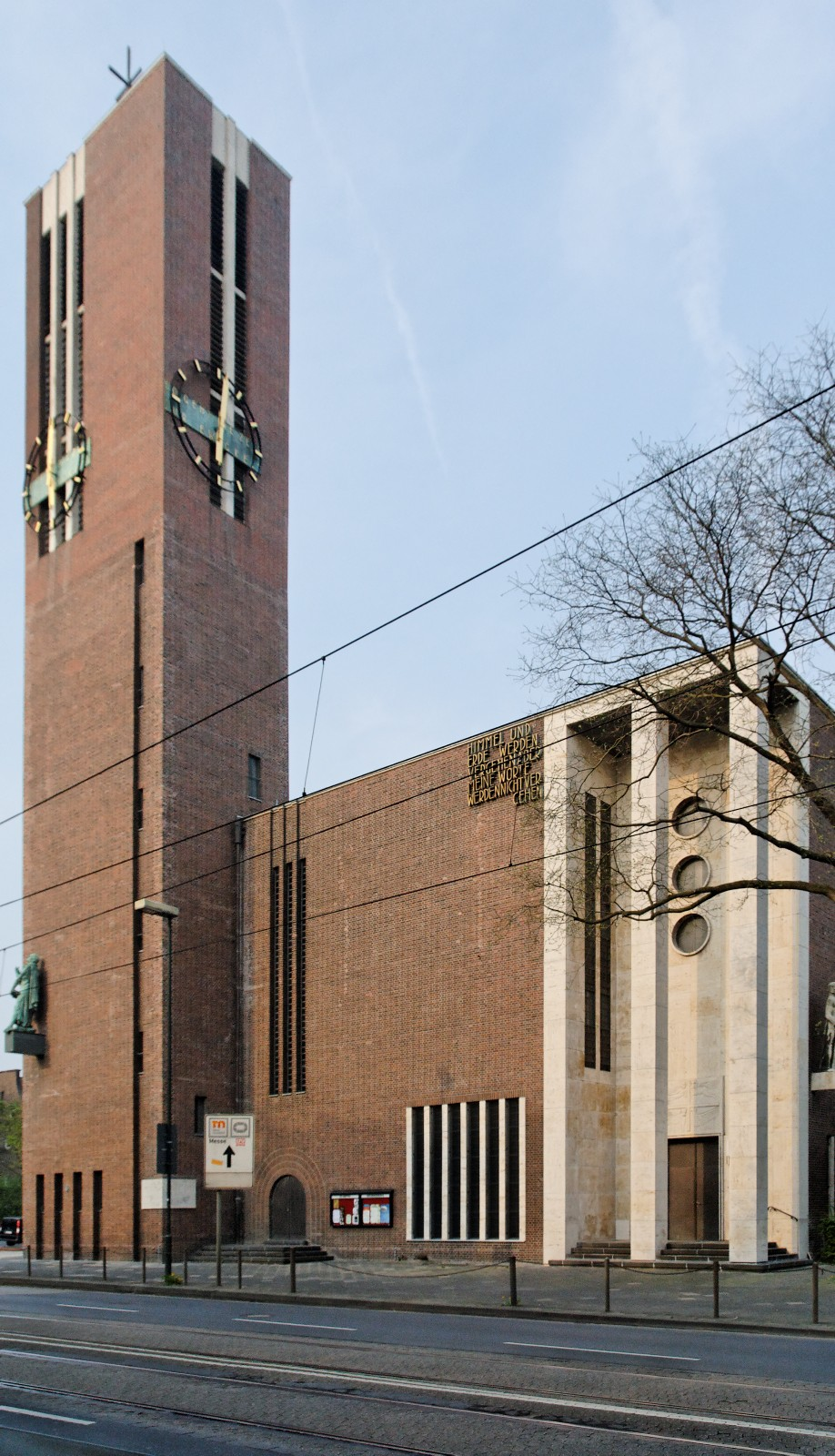
Matthäikirche,
Düsseldorf-Düsseltal

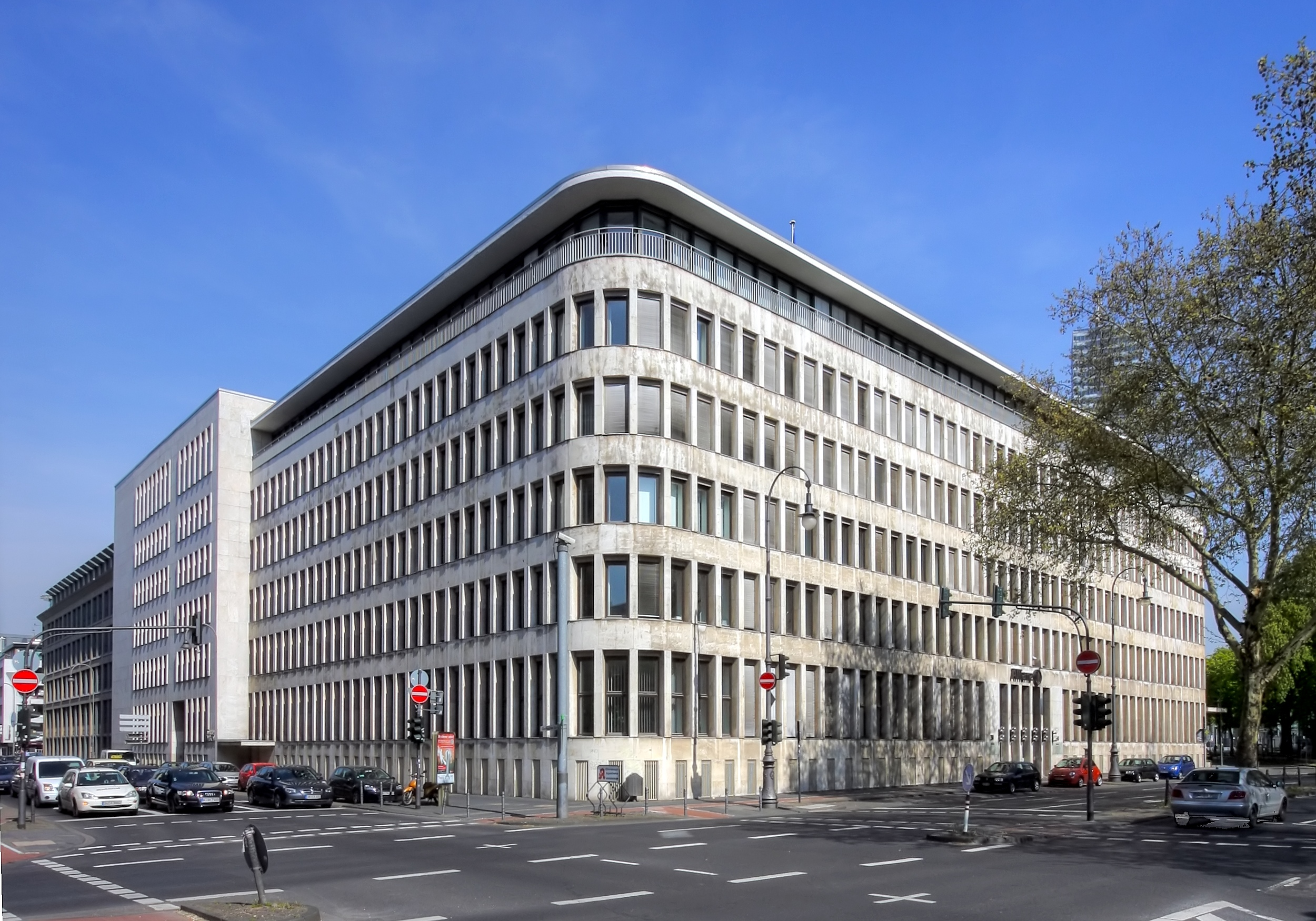
Verwaltungsgebäude der Allianz, Köln (2010)

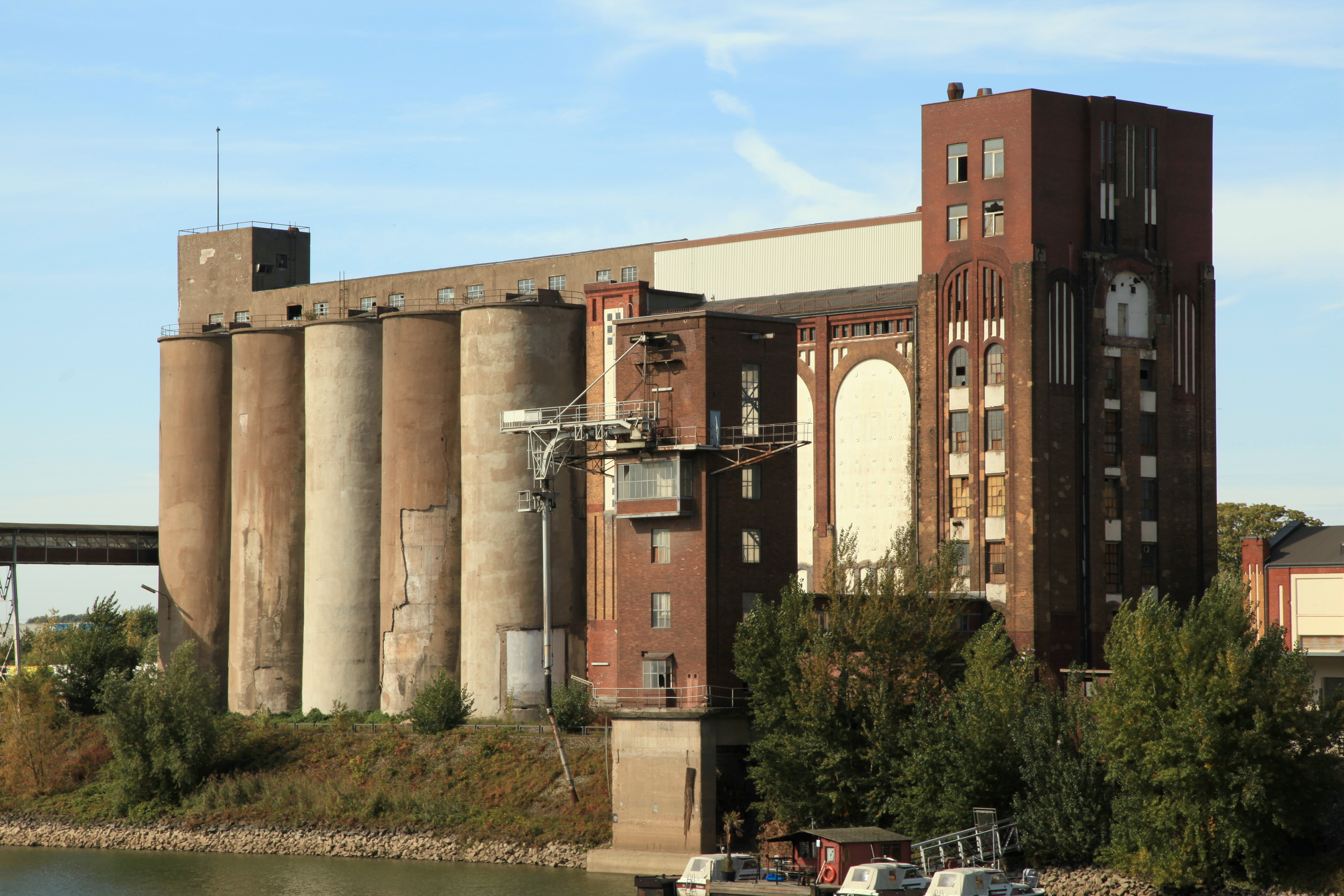
Getreidesilos der Weizenmühle Plange, Düsseldorf (2012)

- 1906/1910: Haus Mainberg 10 und Doppelhaus Mainberg 11/12 über hoher Stützmauer entlang des Mainufers in Höchst am Main
- 1912: Wettbewerbsentwurf für einen „generellen Bebauungsplan für Groß-Düsseldorf“ (mit dem Vorschlag eines Rathausneubaus in Verbindung mit einer zweiten Rheinbrücke; nicht ausgeführt)[2]
- Wettbewerb 1912, Ausführung 1913–1922: Hauptgebäude der „Neuen Kunstakademie“ in Düsseldorf-Stockum[3] (1937 im Zuge der Reichsausstellung Schaffendes Volk umgebaut, 1974 zugunsten des Aquazoos abgerissen)
- 1913: Wettbewerbsentwurf für ein Realgymnasium mit Direktorwohnung in (Duisburg-)Ruhrort (prämiert mit einem von fünf gleichen Preisen)
- 1916: Brüningbrunnen am Höchster Markt nach einem Entwurf von 1904
- 1917: Waldfriedhof in Köln-Vogelsang
- Wettbewerb 1921, Ausführung 1922–1926: Verwaltungsgebäude der Phoenix AG für Bergbau und Hüttenbetrieb in Düsseldorf, Fritz-Roeber-Straße 2 (2. Preis, Auftragserteilung an Wach nach dem Tod des erstplatzierten Karl Beck) (heute Phoenix-Haus; seit 1988 unter Denkmalschutz, seit 2001 Haus der Staatsanwaltschaft Düsseldorf)
- 1925: Wettbewerbsentwurf für ein Hochhaus bei der Deutzer Brücke in Köln
- 1928: Wettbewerbsentwurf für das August-Thyssen-Haus in Düsseldorf
- 1928–1930: Bauten der Zeche Rheinland („Pattbergschächte“ I/II) in (Moers-)Repelen (Niederrhein)
- 1929: Wettbewerbsentwurf für Fabrikanlage und Verwaltungsgebäude der H. Fuld & Co. AG in Frankfurt am Main (lobend erwähnt)
- 1929: Wettbewerbsentwurf für eine Erweiterung des Reichstagsgebäudes[4]
- 1929: Getreidesilos der Weizenmühle Plange in Düsseldorf, am Hafen
- 1929–1930: evangelisches Gemeindehaus in Düsseldorf-Pempelfort, Collenbachstraße / Pfalzstraße
- 1930–1931: evangelische Matthäikirche in Düsseldorf-Düsseltal, Lindemannstraße / Schumannstraße
- vor 1931: Wohnhaus in Kilchberg (Schweiz)
- 1931–1933: Verwaltungsgebäude für die Allianz und Stuttgarter Verein Versicherungs-AG in Köln, Kaiser-Wilhelm-Ring 31–41[5]
- 1931–1933: eigenes Wohnhaus in Düsseldorf-Golzheim, Emmericher Straße 28
- 1938: Mausoleum des Ehepaars Luise und Adolf Haeuser in Frankfurt am Main, auf dem Hauptfriedhof
- 1938–1940: Bürogebäude Walzstahlhaus in Düsseldorf, Kasernenstraße 36 (seit 1993 unter Denkmalschutz)
- 1940–1941: Bürogebäude „Zapp-Haus“ in Düsseldorf, Bleichstraße (2008 abgerissen)